# Dunkeld
Dunkeld (efter Dùn Chailleann på skotsk gaeliska) är en liten ort vid floden Tay i Skottland, cirka 25 kilometer norr om Perth i kommunen Perth and Kinross. Dunkeld är idag sammanväxt med Birnam, och orten (Dunkeld and Birnam) har cirka 1 300 invånare.

## Bildgalleri

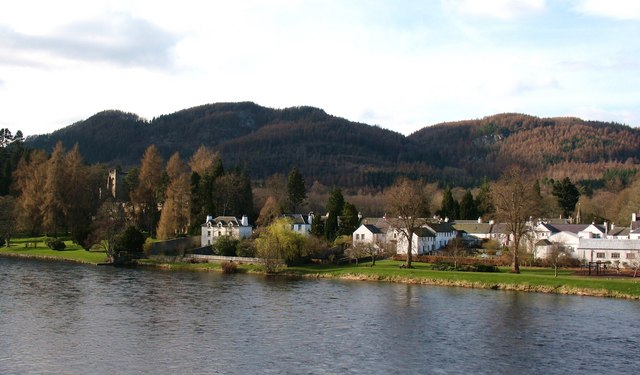
Stadsvy från bron över Tay.
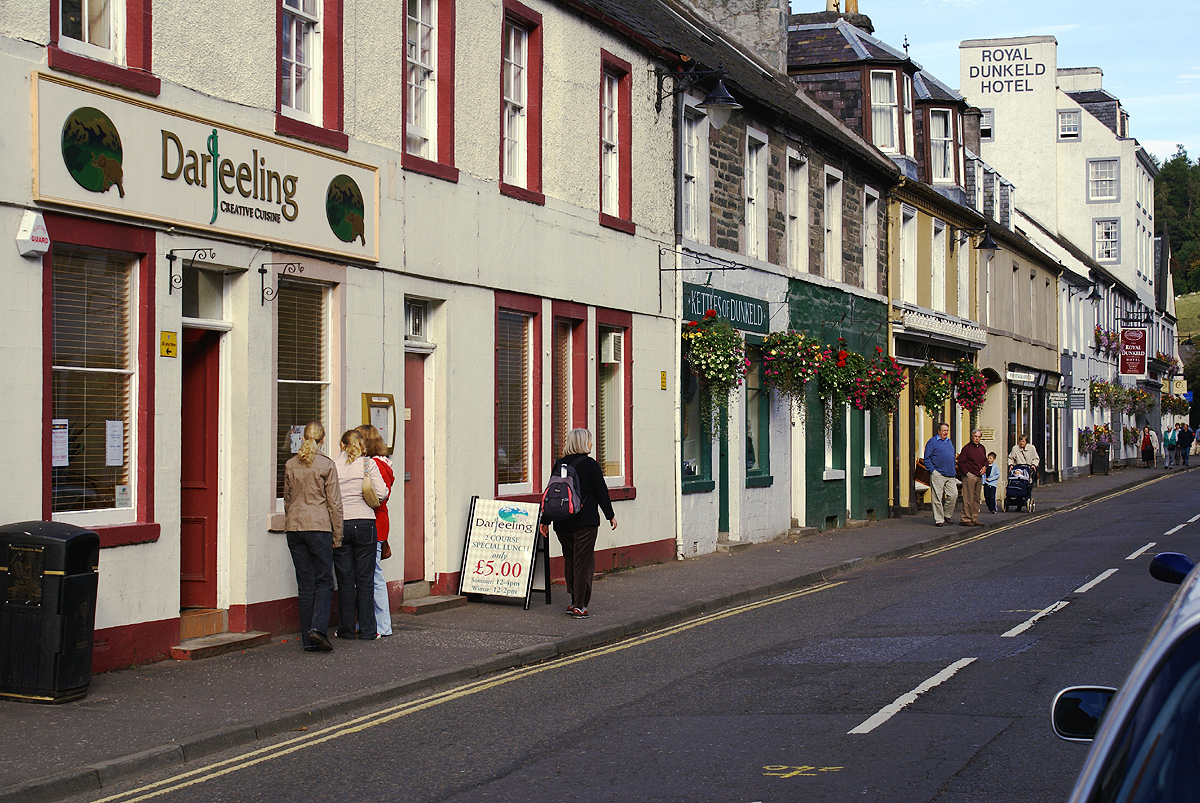
Storgatan
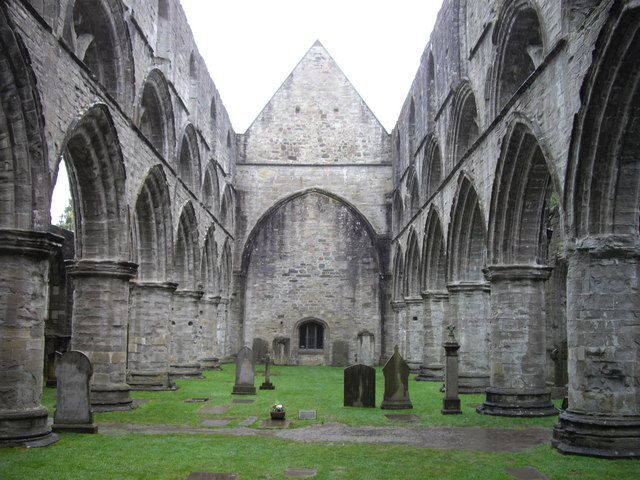
Domkyrkoruinen
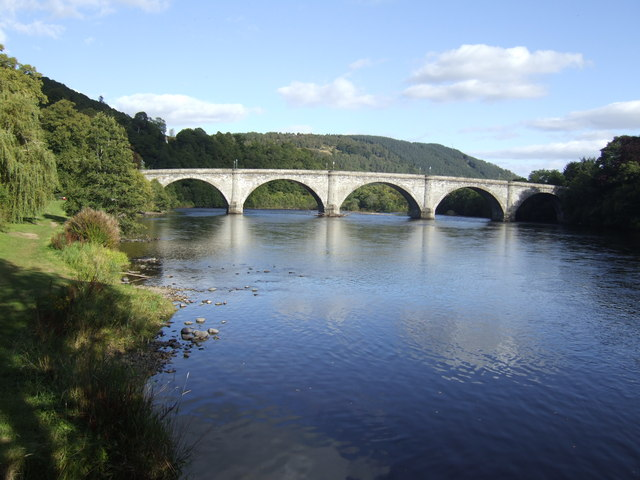
Bron över Tay.